# Evelyne Hall
Pour les articles homonymes, voir Hall.
Evelyne Hall (née le 10 septembre 1909 à Minneapolis et décédée le 20 avril 1993 à Oceanside) est une athlète américaine spécialiste du 80 mètres haies. Licenciée au Illinois Women's Athletic Club, elle mesurait 1,67 m pour 58 kg.

## Biographie

### Palmarès
| Date | Compétition           | Lieu        | Résultat | Performance |
| ---- | --------------------- | ----------- | -------- | ----------- |
| 1932 | Jeux olympiques d'été | Los Angeles | 2e       | 11 s 7      |

### Records
| Épreuve         | Performance | Lieu        | Date |
| --------------- | ----------- | ----------- | ---- |
| 80 mètres haies | 11 s 7      | Los Angeles | 1932 |